# Острожин
Острожин (хорв. Ostrožin) — населений пункт у Хорватії, у Сисацько-Мославинській жупанії у складі громади Гвозд.

## Населення
Населення за даними перепису 2011 року становило 32 осіб.
Динаміка чисельності населення поселення:

## Клімат
Середня річна температура становить 10,44 °C, середня максимальна – 24,72 °C, а середня мінімальна – -6,09 °C. Середня річна кількість опадів – 1049 мм.
| Клімат поселення                              | Клімат поселення | Клімат поселення | Клімат поселення | Клімат поселення | Клімат поселення | Клімат поселення | Клімат поселення | Клімат поселення | Клімат поселення | Клімат поселення | Клімат поселення | Клімат поселення | Клімат поселення |
| Показник                                      | Січ.             | Лют.             | Бер.             | Квіт.            | Трав.            | Черв.            | Лип.             | Серп.            | Вер.             | Жовт.            | Лист.            | Груд.            |                  |
| Середній максимум, °C                         | 6,74             | 8,45             | 12,81            | 17,02            | 21,54            | 24,72            | 23,91            | 23,31            | 19,72            | 14,84            | 8,99             | 5,16             |                  |
| Середня температура, °C                       | 0,33             | 2,03             | 6,40             | 10,59            | 15,12            | 18,30            | 19,99            | 19,39            | 15,81            | 10,91            | 5,09             | 1,24             |                  |
| Середній мінімум, °C                          | −6,09            | −4,38            | −0,03            | 4,18             | 8,71             | 11,88            | 16,09            | 15,48            | 11,90            | 6,99             | 1,18             | −2,67            |                  |
| Норма опадів, мм                              | 62               | 61               | 73               | 84               | 88               | 101              | 94               | 97               | 99               | 102              | 106              | 82               |                  |
| Середньомісячна швидкість вітру, м/с          | 1.64             | 1.78             | 2.19             | 2.09             | 1.90             | 1.73             | 1.70             | 1.58             | 1.53             | 1.62             | 1.69             | 1.69             |                  |
| Середньомісячна сонячна радіація, кДж/м²·день | 4264             | 6957             | 10515            | 15006            | 19193            | 21158            | 22292            | 19179            | 14205            | 8872             | 4708             | 3450             |                  |
| --------------------------------------------- | ---------------- | ---------------- | ---------------- | ---------------- | ---------------- | ---------------- | ---------------- | ---------------- | ---------------- | ---------------- | ---------------- | ---------------- | ---------------- |
| Джерело:                                      |                  |                  |                  |                  |                  |                  |                  |                  |                  |                  |                  |                  |                  |